# Perfect Baby
 (juillet 2011).
Si vous disposez d'ouvrages ou d'articles de référence ou si vous connaissez des sites web de qualité traitant du thème abordé ici, merci de compléter l'article en donnant les références utiles à sa vérifiabilité et en les liant à la section « Notes et références ».
Pour plus de détails, voir Fiche technique et Distribution.
Perfect Baby est un film franco-chinois de Wang Jing.

## Synopsis
Ashley, poète française, est très talentueuse et jolie. Elle souhaite avoir un bébé, mais, ne trouvant pas le grand amour, décide d'utiliser la fécondation in vitro. Lio Ma, fils d'un homme riche chinois, veut être danseur. Il se rend en France et fait des dons de sperme pour gagner de l'argent.

## Fiche technique
- Réalisatrice : Wang Jing
- Scénariste : Wang Jing
- Producteur : Jean-Jacques Annaud
- Musique  : Saint-Preux
- Lieux de tournage : France et Chine
- Décors :
- Costumes :
- Langue : anglais et chinois
- Date de sortie : Chine : le 6 août 2011

## Distribution
- Deng Chao : Lio Ma
- Jane March : Ashley
- Clémence Saint-Preux : Amy
- Jean-Baptiste Maunier : Alex